# Amelie Wortmann
Amelie Wortmann née le 26 octobre 1996, est une joueuse de hockey sur gazon allemande. Elle évolue au poste de milieu de terrain au Großflottbeker THGC et avec l'équipe nationale allemande.
Elle a participé à la Coupe du monde 2018 et aux Jeux olympiques d'été de 2020.

## Carrière

### Coupe du monde
- Top 8 : 2018

### Championnat d'Europe
- : 2019, 2021

### Jeux olympiques
- Top 8 : 2020